# Hełmofon

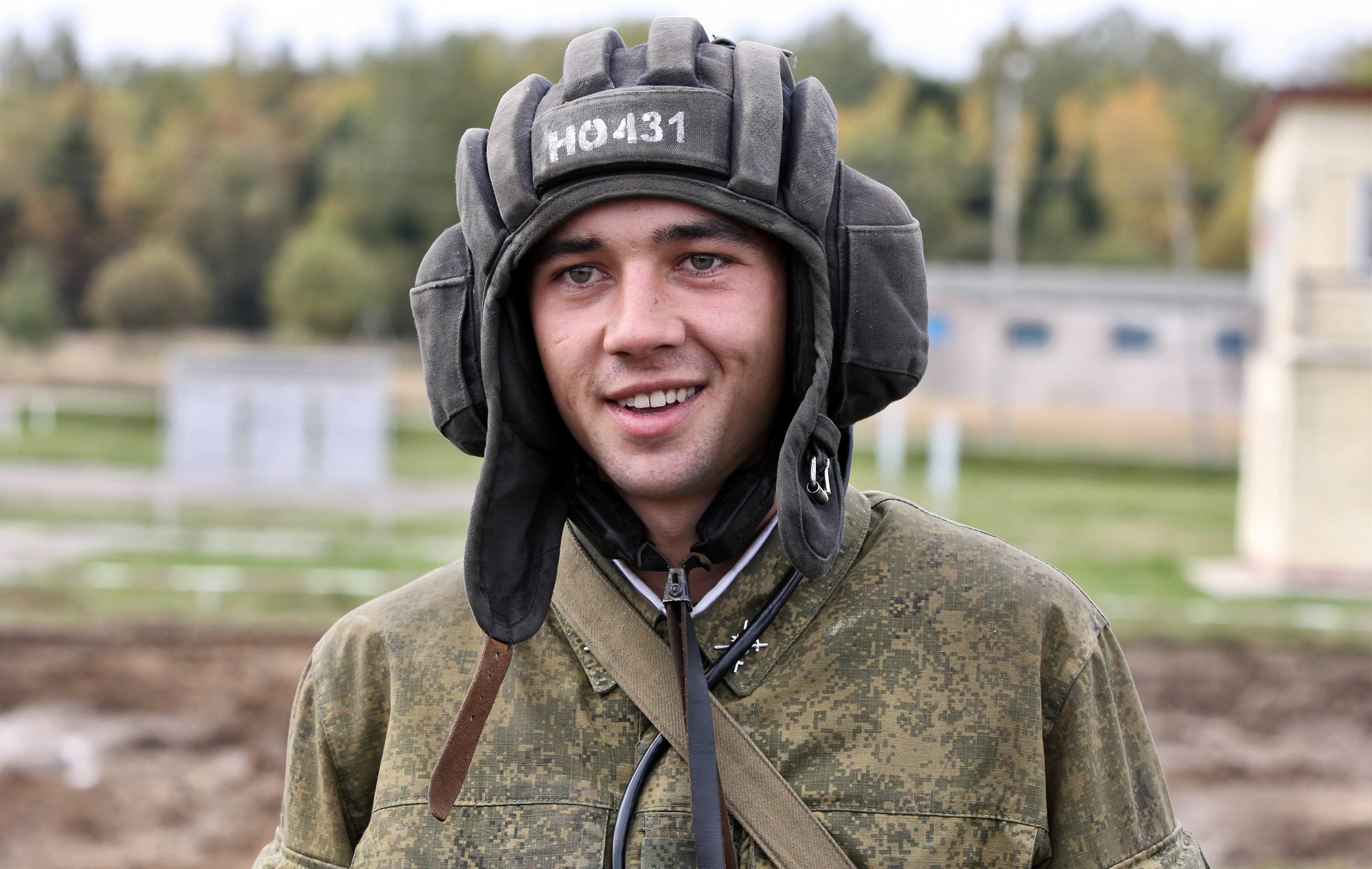
Hełmofon czołgowy w formie czapki (rosyjski)

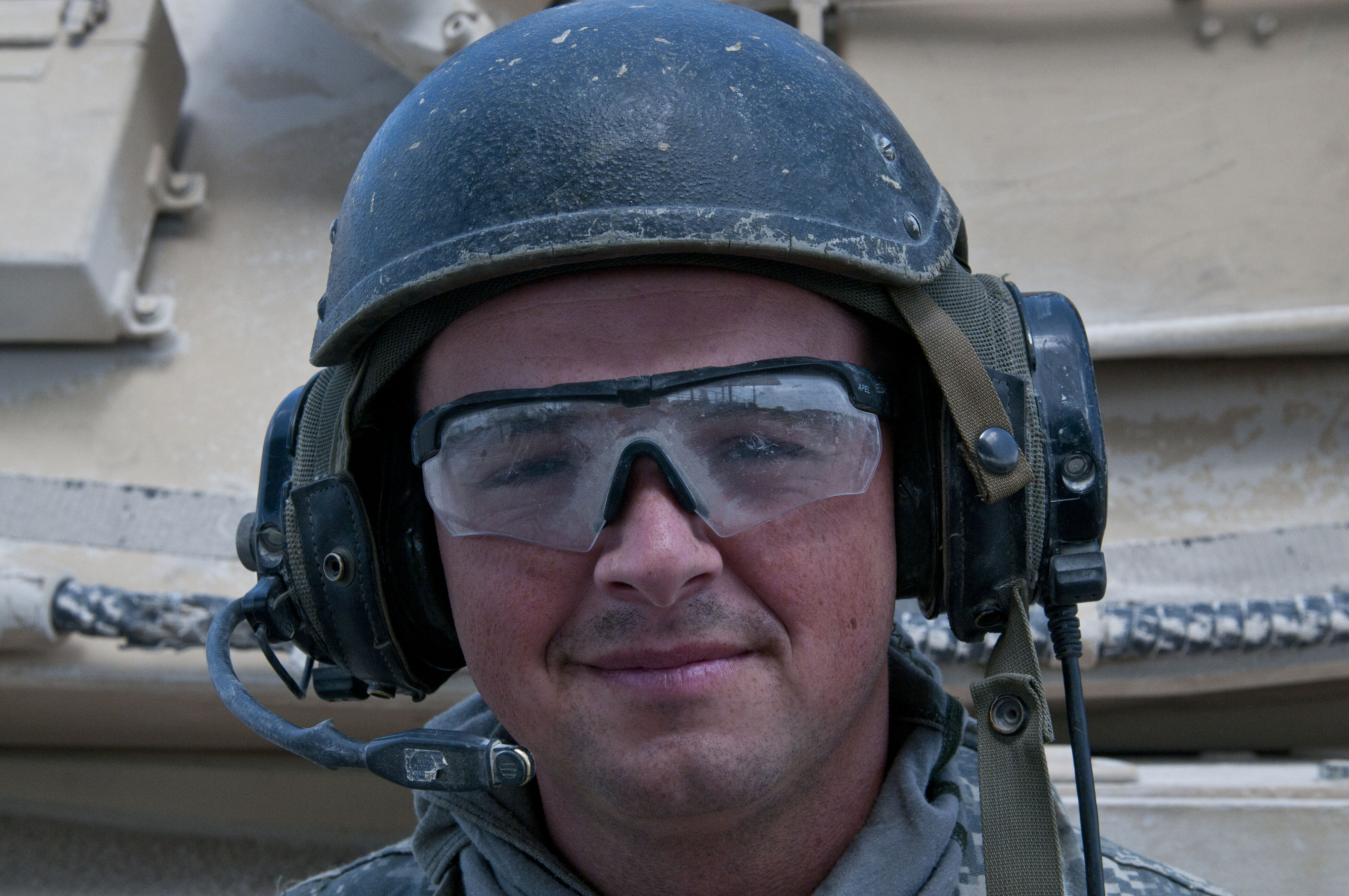
Hełmofon czołgowy w formie hełmu/kasku (amerykański)

Hełmofon – ochronne nakrycie głowy z wmontowanymi słuchawkami oraz z laryngofonami lub mikrofonem, jednocześnie umożliwiające łączność radiową lub telefoniczną w warunkach dużego hałasu zewnętrznego. Używany przez załogi samolotów, czołgów itp.. 
W przeciwieństwie do hełmu – hełmofon nie zapewnia ochrony przed odłamkami w bezpośredniej walce. Jego zadaniem jest zapewnienie ochrony przed uderzeniami w wystające elementy wyposażenia wewnątrz pojazdu.

## Historia
Skórzane hełmy były używane w czasach I wojny światowej, między innymi przez pilotów samolotów wojskowych (zob. hauba lotnicza). Następnie weszły na wyposażenie żołnierzy wojsk pancernych i zmechanizowanych, gdzie używane są do dziś. Stosuje się je także w marynarce wojennej, między innymi na kutrach torpedowych.
W oddziałach zmechanizowanych (później pancernych) Armii Czerwonej hełm w kształcie hełmofonu pojawił się około 1934 roku, jednak dopiero w 1942 r. został wyposażony w zestaw słuchawkowy typu lotniczego.
Początkowo hełmofony nie przyjęły się jednak we wszystkich państwach. Przykładowo w czasie II wojny światowej w armiach niemieckiej i brytyjskiej, zadowalano się jedynie zestawem słuchawek z laryngofonem zakładanym na zwykłą czapkę (np. furażerkę lub beret).

## Budowa
Jako forma czapki dawniej często szyte ze skóry, współcześnie najczęściej z brezentu z wszytymi co kilka centymetrów pasami amortyzujących poduszek. Hełmofon w takiej formie obejmuje całą głowę wraz z uszami, przy których znajdują się słuchawki (jednocześnie ograniczające hałas zewnętrzny). Zapinany jest pod szyją, gdzie umieszcza się laryngofon. Produkowane są zazwyczaj w wersjach letniej i zimowej (w drugim przypadku z dodatkowym ociepleniem wewnątrz). Hełmofony o takiej konstrukcji stosowane były głównie w państwach bloku wschodniego, niejednokrotnie pozostając na wyposażeniu poszczególnych państw również po jego rozpadzie (np. w Polsce).
Istnieje również hełmofon o odmiennej konstrukcji wyposażony w sztywny dzwon (stalowy lub z tworzywa sztucznego), o konstrukcji zbliżonej do hełmu wojskowego. Taka forma hełmofonu jest popularna między innymi w armii amerykańskiej, ale także w wielu innych państwach.